# Saint-Germain-en-Montagne
Saint-Germain-en-Montagne é uma comuna francesa na região administrativa de Borgonha-Franco-Condado, no departamento de Jura. Estende-se por uma área de 5,35 km². Em 2010 a comuna tinha 409 habitantes (densidade: 76,4 hab./km²).